# Nekrolog 1185
Nekrolog
◄◄
| ◄
| 1181
| 1182
| 1183
| 1184
| 1185 | 1186 | 1187 | 1188 | 1189 | ► | ►►
Weitere Ereignisse | Allgemeiner Nekrolog 1185
Die Beschreibung der verstorbenen Person sollte so kurz wie möglich gehalten sein und nur deren signifikante Tätigkeit(en) enthalten.
Neue Namen ggf. auch unter dem Geburts- und Sterbedatum, also etwa unter 1. Januar und im Geburts- und Sterbejahr (2024) eintragen (nur bei entsprechender großer Wichtigkeit). Für Beispiele siehe die schon vorhandenen Artikel.
Außerdem über die fünf zuletzt Verstorbenen, zu denen es einen ausreichend guten Artikel für eine Präsentation auf der Hauptseite gibt, nach der todesbedingten Überarbeitung der Artikel ggf. auch unter Wikipedia Diskussion:Hauptseite informieren und sie am besten auch in den anderen Wikipedia-Sprachversionen eintragen. Tipp: Regelmäßig bei news.google.de nach „ist tot“, „gestorben“ oder „verstorben“ suchen.
Wenn eine Person gestorben ist, gibt es viele Seiten zu dieser Person in der Wikipedia, die davon auch betroffen sind und entsprechend aktualisiert werden müssen. Beispiele: Namenübersichtsseite, Geburtsjahr, Geburtsort-Seiten und viele mehr.
Wie finde ich die betroffenen Seiten?
Im Suchfeld auf der linken Seite gibt man den Suchbegriff so ein: „Vorname Nachname“. Dann klickt man auf Volltext und alle Seiten mit entsprechendem Suchtext werden aufgerufen. Hier sieht man dann schnell, wo auch das Todesjahr Sinn macht oder sogar ein Teil des Artikels angepasst werden muss. Auch hilft das „Werkzeug“ auf der linken Seite sehr gut, um solche Seiten aufzufinden: „Links auf diese Seite“. Somit ist die Wikipedia wieder aktuell in allen Bereichen! Hinweis: bei Eintragung der Kategorie „Gestorben JAHR“ wird der Missbrauchsfilter 49 ausgelöst, was jedoch nicht schlimm ist. Siehe: Spezial:Missbrauchsfilter/49
Dies ist eine Liste von im Jahr 1185 verstorbenen bekannten Persönlichkeiten. Die Einträge erfolgen innerhalb der einzelnen Daten alphabetisch sortiert. Tiere sind im Nekrolog für Tiere zu finden.

## Februar
| Tag        | Name         | Beruf, bekannt als                       | Alter | Beleg |
| ---------- | ------------ | ---------------------------------------- | ----- | ----- |
| 9. Februar | Dietrich II. | Markgraf der Niederlausitz und Landsberg |       |       |

## März
| Tag      | Name               | Beruf, bekannt als   | Alter | Beleg |
| -------- | ------------------ | -------------------- | ----- | ----- |
| 16. März | Balduin IV.        | König von Jerusalem  |       |       |
| 31. März | Beatrix von Rethel | Königin von Sizilien |       |       |

## April
| Tag       | Name   | Beruf, bekannt als              | Alter | Beleg |
| --------- | ------ | ------------------------------- | ----- | ----- |
| 25. April | Antoku | 81. Tennō von Japan (1180–1185) | 6     |       |

## Juni
| Tag      | Name                      | Beruf, bekannt als                  | Alter | Beleg |
| -------- | ------------------------- | ----------------------------------- | ----- | ----- |
| 11. Juni | Konrad II. von Raitenbuch | Bischof von Regensburg              |       |       |
| 16. Juni | Richeza von Everstein     | Tochter von Wladyslaw II. von Polen |       |       |
| 18. Juni | Gunzelin I.               | Graf von Schwerin                   |       |       |

## Juli
| Tag      | Name                 | Beruf, bekannt als                                             | Alter | Beleg |
| -------- | -------------------- | -------------------------------------------------------------- | ----- | ----- |
| 18. Juli | Stefan von Uppsala   | schwedischer Geistlicher und erster Erzbischof von Alt-Uppsala |       |       |
| 25. Juli | Arducius de Faucigny | Bischof von Genf                                               |       |       |

## September
| Tag           | Name          | Beruf, bekannt als    | Alter | Beleg |
| ------------- | ------------- | --------------------- | ----- | ----- |
| 12. September | Andronikos I. | byzantinischer Kaiser |       |       |

## Oktober
| Tag         | Name                     | Beruf, bekannt als                                    | Alter | Beleg |
| ----------- | ------------------------ | ----------------------------------------------------- | ----- | ----- |
| 14. Oktober | Alan von Auxerre         | Zisterzienserabt und Biograph Bernhards von Clairvaux |       |       |
| 28. Oktober | Ludwig III. von Arnstein | Graf, Klosterstifter und Prämonstratenser             |       |       |

## November
| Tag          | Name                   | Beruf, bekannt als       | Alter | Beleg |
| ------------ | ---------------------- | ------------------------ | ----- | ----- |
| 1. November  | Arnold III. von Dachau | Graf von Scheyern-Dachau |       |       |
| 25. November | Lucius III.            | Papst (1181–1185)        |       |       |

## Dezember
| Tag         | Name      | Beruf, bekannt als        | Alter | Beleg |
| ----------- | --------- | ------------------------- | ----- | ----- |
| 6. Dezember | Alfons I. | erster König von Portugal | 76    |       |

## Datum unbekannt
| Tag | Name               | Beruf, bekannt als                                                | Alter | Beleg |
| --- | ------------------ | ----------------------------------------------------------------- | ----- | ----- |
|     | Uberto Allucingoli | Kardinal der katholischen Kirche                                  |       |       |
|     | Anno von Landsberg | römisch-katholischer Bischof                                      |       |       |
|     | Bhaskara II.       | indischer Mathematiker                                            |       |       |
|     | Gilla Brigte       | Herr oder König von Galloway                                      |       |       |
|     | Hywel ap Ieuaf     | König von Arwystli (Wales)                                        |       |       |
|     | Johannes Komnenos  | byzantinischer Mitkaiser, Sohn von Andronikos I.                  |       |       |
|     | Manuel Komnenos    | Sohn des byzantinischen Kaisers Andronikos I.                     |       |       |
|     | Taira no Shigehira | Oberkommandierender des Taira-Clans                               |       |       |
|     | Taira no Tomomori  | Clanführer und Kommandeur der Taira im Gempei-Krieg               |       |       |
|     | Ibn Tufail         | arabisch-andalusischer Philosoph, Astronom, Arzt und Mathematiker |       |       |